# هانا هامبتون
هانا أليس هامبتون (من مواليد 16 نوفمبر 2000) هي لاعبة كرة قدم إنجليزية محترفة تلعب كحارسة مرمى لنادي دوري السوبر للسيدات تشيلسي ومنتخب إنجلترا لكرة القدم للسيدات. هامبتون هو أحد خريجي أكاديميتي ستوك سيتي وبرمنغهام سيتي للسيدات، حيث أمضى خمس سنوات خلال نشأتها في إسبانيا في فريق الشباب فياريال، كما لعب سابقًا مع أستون فيلا للسيدات.

## نشأتها
ولدت هامبتون في برمنغهام، إنجلترا، ونشأت في ستادلي، وارويكشاير، قبل أن تهاجر إلى إسبانيا مع عائلتها في سن الخامسة. أثناء وجودها في إسبانيا، رُصدت موهبتها في أكاديمية فياريال لكرة القدم، حيث لعبت كمهاجمة. درست في مدرسة فيلا ريال البريطانية، حيث عمل والداها، كريس ولورا، كمعلمين. عادت إلى إنجلترا عام 2010 وانضمت إلى مركز ستوك سيتي للتميز. خلال فترة وجودها في ستوك، انتقلت هامبتون من مهاجمة إلى حارسة مرمى. كجزء من حملة "حيث تُصنع العظمة"، تم وضع لوحة تذكارية لهامبتون في ستوك سيتي. كانت هامبتون طالبة سابقة في أكاديمية إيراسموس داروين.

## مسيرته الكروية

### برمنغهام سيتي
في عام 2016، انضمت هامبتون إلى مركز التميز في نادي برمنغهام سيتي لكرة القدم للسيدات من قِبل مدير الأكاديمية آنذاك مارك سكينر، الذي عُيّن لاحقًا مديرًا للفريق الأول. في 5 نوفمبر 2017، استدعها سكينر لأول ظهور لها مع الفريق الأول في مباراة دور المجموعات لكأس الاتحاد الإنجليزي لكرة القدم للسيدات 2017–18 ضد نادي دونكاستر روفرز بيلز لكرة القدم للسيدات. بعد ظهورها في سلسلة من المباريات مع الفريق الأول، وقعت هامبتون أول عقد احترافي مع النادي في 5 ديسمبر 2018
زيادة في فرص هامبتون في اللعب في عام 2018 مع رحيل الحارسة المخضرمة آن كاترين بيرغر، حيث بدأت 12 مباراة من أصل 20 مباراة في الدوري الإنجليزي السوبر للسيدات 2018–19، حيث استقبلت شباك البلوز 17 هدفًا، وهو ثالث أقل عدد من الأهداف في الدوري. ثم اختيرت لاحقًا كأفضل لاعبة شابة في النادي خلال حفل توزيع جوائز نهاية الموسم في برمنغهام في مايو 2019. في 05 سبتمبر 2019، وقّعت هامبتون عقدًا جديدًا مع برمنغهام سيتي مددةً عقدها حتى يونيو 2021. لعبت 34 مباراة من أصل 35 مباراة في دوري السوبر للسيدات في الموسمين التاليين، وحافظت على نظافة شباكها في 6 مباريات بنسبة تصدي بلغت 66.5%. غادرت هامبتون برمنغهام عند انتهاء عقدها في نهاية الشهر.

### أستون فيلا
في 3 يوليو 2021، وقّعت هامبتون عقدًا لمدة عامين مع فريق أستون فيلا لكرة القدم للسيدات في صفقة انتقال حر.

### تشيلسي
أعلن تشيلسي في 04 يوليو 2023، عن توقيع هامبتون بعقد لمدة ثلاث سنوات بعد انتهاء عقدها مع أستون فيلا. ظهرت لأول مرة مع تشيلسي في 17 ديسمبر 2023 ضد بريستول سيتي، حيث حظيت بإشادة لتصديها في فوز تشيلسي خارج أرضه 3-0، وأصبحت حارسة المرمى الأولى متفوقة على زيسيرا موسوفيتش في موسم 2023-24. في موسم 2024-25، حافظت هامبتون على نظافة شباكها في 13 مباراة من أصل 22 مباراة في الدوري، ليصبحوا أول فريق في دوري السوبر للسيدات ينهي موسمًا من 22 مباراة دون هزيمة. ونتيجة لذلك، تقاسمت جائزة القفاز الذهبي للموسم مع حارسة مرمى مانشستر يونايتد فالون توليس جويس.

## مسيرتها الدولية

### منتخب إنجلترا للشباب
في فبراير 2013، تلقت هامبتون أول استدعاء لها للانضمام إلى منتخب تحت 15 عامًا وهي في الثانية عشرة من عمرها. أُدرجت ضمن تشكيلة منتخب إنجلترا تحت 17 عامًا في تصفيات بطولة أوروبا للسيدات تحت 17 عامًا 2017، حيث استضافت ليتوانيا وسلوفينيا وروسيا. تأهل الفريق إلى دور النخبة، متغلبًا على ألمانيا وبولندا، وتعادل مع إيطاليا ليتصدر المجموعة ويتأهل إلى نهائيات بطولة أوروبا في جمهورية التشيك. أوقعت القرعة إنجلترا في مواجهة جمهورية أيرلندا وهولندا والنرويج، لكنها فازت بمباراة واحدة فقط من مبارياتها الثلاث، واحتلت المركز الثالث وفشلت في تجاوز دور المجموعات.
واصلت هامبتون التألق في فئتي تحت 18 عامًا وتحت 19 عامًا. في عام 2018، أُدرجت ضمن تشكيلة منتخب تحت 19 عامًا التي خاضت فيها تصفيات بطولة أوروبا للسيدات تحت 17 عامًا 2019، وحجزت مكانها في بطولة أوروبا للسيدات تحت 19 عامًا 2019. حافظت هامبتون على شباكها نظيفة في مباراتين ضد السويد وإيطاليا في الجولة النهائية في مركز سانت جورج بارك الوطني لكرة القدم، واختيرت أفضل لاعبة في المباراة ضد إيطاليا. شاركت هامبتون خلال البطولة في جميع مباريات إنجلترا الثلاث في دور المجموعات حيث فشلت في التأهل. في أغسطس 2019، تلقت هامبتون أول استدعاء لها للانضمام إلى منتخب إنجلترا تحت 21 عامًا من قبل ريهان سكينر للمنافسة في بطولة الشمال الأوروبي الودية تحت 23 عامًا التي استضافتها جامعة لوبورو.

### منتخب إنجلترا
في فبراير 2020، استُدعيت هامبتون إلى منتخب إنجلترا الأول لأول مرة، كلاعبة احتياطية ضمن الفريق المسافر للشاركة في البطولة الودية كأس شي بيليفز 2020. في سبتمبر من ذلك العام، تلقت أول استدعاء كامل لها ضمن تشكيلة معسكر التدريبي. في 12 أكتوبر 2021، تلقت هامبتون أول استدعاء تنافسي لها لمباريات تصفيات كأس العالم 2023 لكرة القدم مع إنجلترا ضد أيرلندا الشمالية ولاتفيا. في 20 فبراير 2022 شاركت هامبتون لأول مرة مع منتخب إنجلترا لكرة القدم للسيدات، حيث بدأت مباراة التعادل السلبي مع منتخب إسبانيا في كأس أرنولد كلارك 2022. انضمت هامبتون إلى تشكيلة إنجلترا التي فازت في بطولة أمم أوروبا للسيدات 2022. في نوفمبر 2022 أُعلن عن رقمها التاريخي مع إنجلترا وهو 222. في 31 مايو 2023، تم اختيار هامبتون ضمن تشكيلة كأس العالم للسيدات 2023 في يوليو 2023، لينهي منتخب الإنجليزي مشاركته في مركز الوصيف في البطولة.
في 9 أبريل 2024، بدأت هامبتون في الظهور في التشكيلة الأساسية في تصفيات بطولة أمم أوروبا للسيدات 2025، في البداية ضد جمهورية أيرلندا، وحافظت على نظافة شباكها وكانت هذه أول بداية تنافسية لها منذ أكثر من عامين. بعد إصابة ماري إيربس، دخلت هامبتون حارسة بديلة في مباراة انتهت بهزيمة منتخب الإنجليزي بنتيجة 2-1 أمام فرنسا. بدأت هامبتون مرة أخرى كرقم 1 في مباراة الإياب ضد فرنسا في 4 يونيو، حيث قامت بتصدي مذهل بطرف إصبعها في الدقيقة 89 لمساعدة إنجلترا في تأمين 3 نقاط، تلا ذلك الفوز 2-1 على جمهورية أيرلندا في 12 يوليو. بعد إدراجه في التشكيلة الأساسية للمباراة النهائية في التصفيات ضد منتخب السويد، وصفت صحيفة الغارديان الاختيار بأنه "أقوى إشارة إلى أن هامبتون " ستكون حارسة المرمى نتخب إنجلترا الأول في يورو 2025". في 8 أبريل 2025، علقت ويجمان أيضًا أن هامبتون كانت "متقدمة قليلاً" على إيربس لتصبح حارسة مرمى إنجلترا الأول قبل البطولة. بعد اعتزال إيربس الدولي في مايو 2025، كانت هامبتون حارسة المرمى الوحيدة التي تم اختيارها في تشكيلة بطولة أمم أوروبا للسيدات 2025.

## حياتها الشخصية
وُلدت هامبتون مصابةً بالحَوَل في العين، في الثالثة من عمرها خضعت لثلاث عمليات جراحية في مستشفى برمنغهام للأطفال لتصحيحه، تتحدث الإسبانية بطلاقة، وتعلمت أيضًا لغة الإشارة عبر الإنترنت لتتمكن من التواصل مع ابن عمها الأصم إيثان.

## الإنجازات
تشيلسي
- الدوري الممتاز للسيدات: 2023-2024،[40] 2024-2025[41]
- كأس الاتحاد الإنجليزي للسيدات: 2024-2025[42]
- كأس رابطة الدوري الإنجليزي للسيدات: 2024-2025[43]

منتخب إنجلترا
- وصيفة كأس العالم للسيدات: 2023[44]
- بطولة أوروبا للسيدات: 2022
- نهائي السيدات: 2023[45]
- كأس أرنولد كلارك: 2022[46]

جوائز فردية
- أفضل لاعبة شابة في برمنغهام سيتي: 2018-2019
- أفضل لاعبة في برمنغهام سيتي: 2020-2021
- جائزة حرية مدينة لندن (2022)
- القفاز الذهبي في الدوري الإنجليزي الممتاز للسيدات: 2024-25[47]